# Ла Мариня Сентрал
Ла Мариня Сентрал (на испански: La Mariña Central; на галисийски: A Mariña Central) е район (комарка) в Испания, част от провинция Луго на автономната област Галисия. Населението е около 30 400 души.

## Общини в района
- Алфос
- Бурела
- Фос
- Лоренсана
- Мондониедо
- Вайе де Оро
- Орол